# Liste der Äbtissinnen und Äbte von Münsterschwarzach

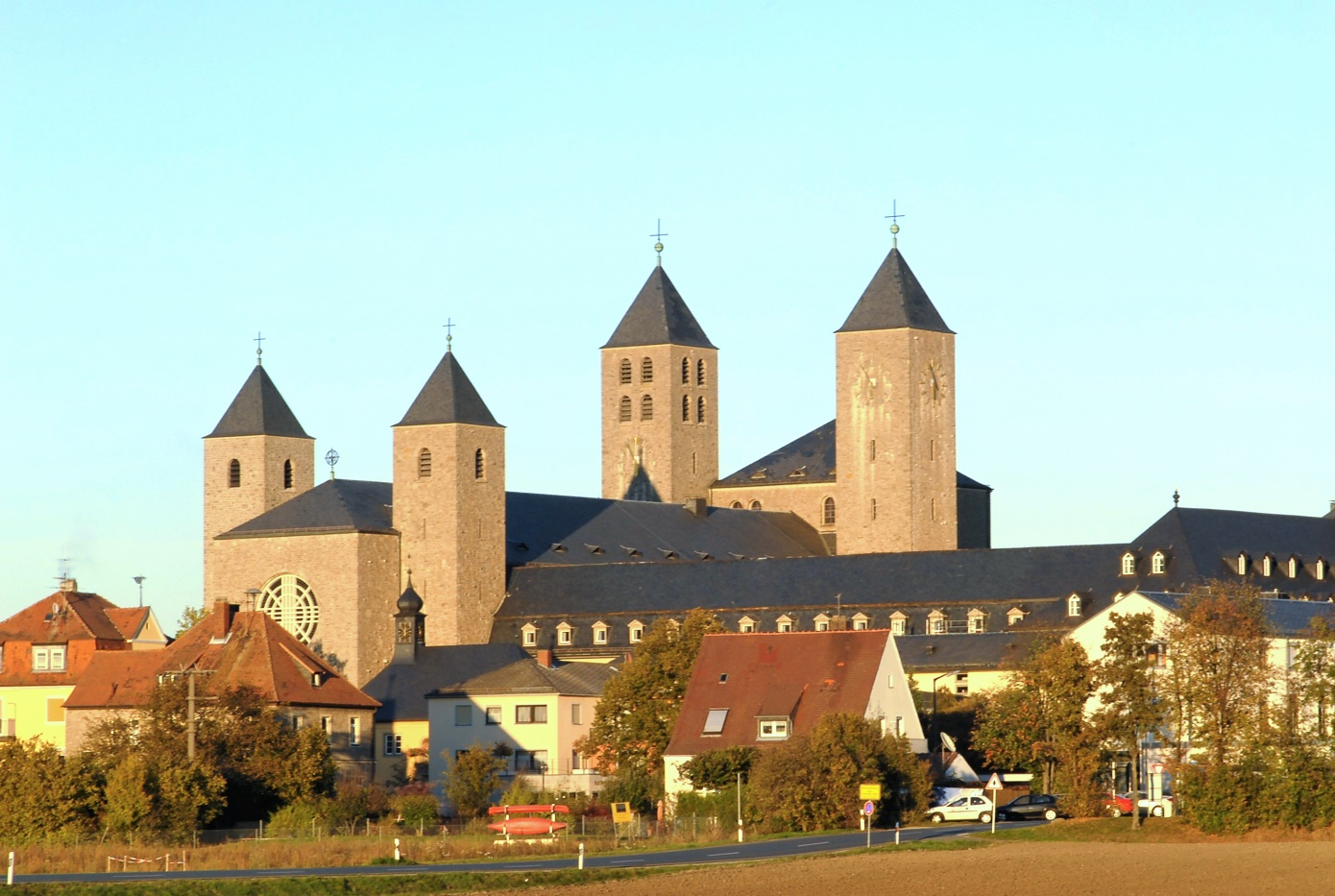
Die Abtei Münsterschwarzach

Die Liste der Äbtissinnen und Äbte von Münsterschwarzach enthält die Namen der Äbtissinnen und Äbte des Benediktinerklosters Münsterschwarzach von seiner Gründung bis zur Gegenwart. Die Klostergeschichte wird in der Forschung in vier große Abschnitte unterteilt, die auch anhand der Prälatinnen- und Prälatenliste nachvollzogen werden kann.
Zunächst etablierte sich im 8. Jahrhundert ein Frauenkloster in Schwarzach, das als Versorgungsinstitut für die zweitgeborenen Töchter eines ostfränkischen Adelsgeschlechts, wohl der Mattonen, gelten kann. Die Äbtissinnen entstammten allesamt dem fränkischen Hochadel und waren häufig sogar mit den Königen des Frankenreichs verwandt. Erst mit dem Fortzug der Äbtissin Bertha um das Jahr 877 endete die Geschichte des Schwarzacher Frauenklosters.
Zeitgleich, ab dem Jahr 816, hatte sich im Steigerwald das Kloster Megingaudshausen ebenfalls als Konvent der Mattonen etabliert. Hier allerdings wurden die nachgeborenen Söhne untergebracht. Nach dem Auszug der Nonnen aus den Gebäuden des Frauenklosters Schwarzach begann unter Abt Ebbo der Umzug des Konvents an den Main, sodass Megingaudshausen in der Forschung als Vorgängerkloster Münsterschwarzachs gezählt wird. Gleichzeitig endete mit Ebbo die zweite Phase der Vorsteher: Nun übernahmen Kommendataräbte für über siebzig Jahre die Macht im Kloster, das zeitweise sogar ganz leerstand.
Diese Zeit endete erst mit einigen Urkunden in den neunziger Jahren des 10. Jahrhunderts. Die Würzburger Bischöfe erlangten Macht über die Abtei und setzten die Äbte fortan ein. Während der Zeit des würzburgischen Eigenklosters Münsterschwarzach, die von 1001 bis 1803 über 800 Jahre andauerte, waren die Äbte großen Änderungen unterworfen. Schnell etablierte sich die Abtswahl innerhalb des Konvents, die zusätzlich durch die verschiedenen Klosterreformen gefördert wurde. Im 15. Jahrhundert wurde schließlich das Adelsprinzip aufgehoben, fortan konnten auch einfache Bürger Mitglied des Konvents werden. Im Jahr 1803 hob man im Zuge der Säkularisation Münsterschwarzach auf.
Über 100 Jahre standen die Klostergebäude fortan leer und zerfielen, bevor 1913 wieder Mönche nach Münsterschwarzach kamen. Unter Abt Plazidus II. Vogel etablierte sich die Abtei als Teil der Kongregation von St. Ottilien im Orden der Benediktiner. → siehe auch: Geschichte des Klosters Münsterschwarzach

## Die Äbtissinnen des Frauenklosters Schwarzach
Die Liste der Äbtissinnen des Frauenklosters Schwarzach orientiert sich vor allem an der ausführlichen Studie von Franziskus Büll, die das „Monasterium Suuarzaha“ zum Thema hat. Es werden lediglich die gesicherten Vorsteherinnen in der Tabelle aufgeführt, die umstrittenen Äbtissinnen nur in der Einleitung erwähnt: Erste Äbtissin war vielleicht die Mattonin Hruadlaug, die Schwester des zweiten Würzburger Bischofs Megingaud. Ihre Nichte Juliana, die zwischen 789 und 794 belegt ist, könnte ihr im Amt gefolgt sein.
Unter der Frau Karls des Großen, Fastrada, wurde das Kloster ab 783 schließlich ausgebaut. Karl der Große erhob daraufhin das Kloster seiner eingeheirateten Verwandten zu einem Reichskloster. Es hatte damals die Regeln des Benedikt von Aniane angenommen und wählte die Äbtissin aus den vorhandenen Nonnen des Klosters. Erste gesicherte Äbtissin war die Tochter Fastradas und Karls des Großen, Theodrada. Sie hatte sich nach dem Tod ihres Vaters ins Kloster Argenteuil nahe Paris zurückgezogen. Durch die Normanneneinfälle des 9. Jahrhunderts alarmiert, die die Gegend um Paris verwüsteten, zog sich die Königstochter nach Münsterschwarzach zurück.
Zunächst sicherte Theodrada einer Grafentochter namens Blutenda vertraglich die Nachfolge als Äbtissin und untergrub damit die freie Abtswahl. Doch einer späteren Urkunde zufolge versprach sie schließlich der Tochter Ludwigs des Deutschen, Hildegard, das lebenslange Nutzungsrecht an Münsterschwarzach, was darauf hindeutet, dass Blutenda vor Theodrada gestorben war oder aber beim zweiten Mal übergangen wurde. Hildegard starb 856 oder 859, hatte zu diesem Zeitpunkt allerdings Münsterschwarzach bereits verlassen und war Äbtissin im Fraumünster in Zürich geworden. Ihre Nachfolge trat ihre Schwester Bertha an, mit deren Fortzug aus Münsterschwarzach die Geschichte des Frauenklosters an der Schwarzach endete. Fortan stritten die verbliebenen Mattonen und die Würzburger Bischöfe, die ebenfalls Anspruch auf das Kloster erhoben, um die Abtei.
| Nr. | Äbtissin  | Amtszeit              | Anmerkungen | Darstellung | Wappen |
| --- | --------- | --------------------- | --- | ----------- | ------ |
| 1   | Hruadlaug | 762/763–vor 783       | |             |        |
| 2   | Juliana   | 789/794               | |             |        |
| 3   | Theodrada | nach 824/828–nach 844 | Zunächst, im Jahr 824 noch Äbtissin in Argenteuil. 844 in Münsterschwarzach.                                                                                           |             |        |
| 4   | Blutenda  | 848–851               | Ernennung durch Theodrada, auch Blittruda, Tochter des Gaufgrafen Folkbert vom Volkfeldgau.                                                                            |             |        |
| 5   | Hildegard | 848/851–853           | vor 848 Ernennung zur Nachfolgerin durch Theodrada, 853 verlässt Hildegard Schwarzach und zieht nach Zürich. Tod 856 als Äbtissin von St. Felix und St. Regula Zürich. |             |        |
| 6   | Bertha    | 853–877               | nach dem Tod Hildegards Verlassen von Münsterschwarzach, Nachfolgerin von Hildegard im Fraumünster in Zürich.                                                          |             |        |

## Die Äbte von Megingaudshausen und Münsterschwarzach
Der Liste der Äbte von Megingaudshausen und Münsterschwarzach liegt die ausführliche Abtsreihe von Heinrich Wagner zugrunde. Daneben spielt die „Frühgeschichte“ des Gabriel Vogt eine gewisse Rolle, weil sie einige andere Daten enthält. Zusammenfassend kann auch die Übersicht von Leo Trunk mehrere weitere Datumsangaben beisteuern. Im Folgenden wurden Wagners Daten als Amtszeiten vermerkt, abweichende Angaben sind in den Anmerkungen zu finden.
Während der Zeit des Frauenklosters Münsterschwarzach wurde im Jahr 816 ein Kloster im Steigerwald gegründet. Es wurde nach seinem Stifter Graf Megingoz, Megingaudshausen genannt und von Benediktinern besiedelt. Da Megingoz ebenfalls der Familie der Mattonen angehörte, war die Verbindung mit der Frauenabtei am Main schnell hergestellt. Nachdem die Nonnen des Frauenklosters nach Zürich abgewandert waren, zogen die Mönche von Megingaudshausen nach Schwarzach und besiedelten das Kloster neu.
Als erste Äbte sind Benedikt, bei dem es sich wohl um den Reformer Benedikt von Aniane handelte, Madalbertus und Abt Hartwig überliefert. Benedikt weilte allerdings selten selbst im Kloster, sondern ernannte Stellvertreter, die selbst großen Einfluss auf den Konvent hatten. So galt Teutgarius in der Literatur zeitweise sogar als eigenständiger Abt. Während der Amtszeit von Abt Ebbo zog das Konvent in das Maintal um. In den Klosterchronologien werden die Äbte des Steigerwaldklosters als die ersten Münsterschwarzacher Äbte geführt.
Mit dem Auftauchen der männlichen Geistlichen in Münsterschwarzach begann auch eine Zeit der Auseinandersetzungen zwischen Mattonen und Bischöfen. Sieger dieser Streitigkeiten war der Mattone Dracholf, der auch Bischof von Freising war. Er leitete das Kloster Schwarzach in den Jahren 918–926 als Kommendatarabt von seinem Bischofssitz aus. Erst nach seinem Tod gelang es den Würzburger Bischöfen wieder die Gewalt über die Abtei an sich zu reißen. Dennoch wurde Münsterschwarzach noch mehr als siebzig Jahre von Kommendataräbten regiert. Zeitweise stand die Abtei allerdings sogar leer.
| Nr. | Abt         | Amtszeit    | Anmerkungen | Darstellung                       | Wappen                           |
| --- | ----------- | ----------- | --- | --------------------------------- | -------------------------------- |
| 1   | Benedikt    | 816–821     | andere Annahmen: 815–843, 816–841; gleichzeitig Abt von Aniane, Maursmünster, Megingaudshausen und Kornelimünster; † 11. Februar 821 |                                   |                                  |
| 2   | Madalbertus | 821/843–857 | andere Annahmen: 843–867; † 18. November 867                                                                                         |                                   |                                  |
| 3   | Hartwig     | 857–892     | andere Annahmen: 867–892, 877; † 10. August 892                                                                                      |                                   |                                  |
| 4   | Ebbo        | 892–918     | erster Abt von Münsterschwarzach in Münsterschwarzach; † 11. August 918                                                              |                                   |                                  |
| 5   | Dracholf    | 918–926     | andere Annahmen: 912–926; Kommendatarabt mit Sitz in Freising, Bischof von Freising 907–926; † 926                                   | Gemälde im Freisinger Fürstengang | Wappen im Freisinger Fürstengang |

## Die Äbte des Würzburgischen Eigenklosters
In den Jahren 993 und 999 gelang es Bischof Bernward von Würzburg durch Urkunden die Macht über das Benediktinerkloster zu erlangen. Als erster Abt ist allerdings erst Alapold im Jahr 1001 überliefert. Die fehlenden Jahre zwischen den Machtansprüchen der Bischöfe und dem Einsetzen eines neuen Abtes sind wohl auf Streitigkeiten zwischen Mattonen und dem Hochstift zurückzuführen, die auch im 11. Jahrhundert noch weiter schwelten. Erst nach und nach ebbten diese Rechtsstreite ab, bis sich die Abtei Münsterschwarzach als würzburgisches Eigenkloster endgültig etabliert hatte.
| Nr. | Abt                                        | Amtszeit        | Anmerkungen | Darstellung | Wappen                         |
| --- | ------------------------------------------ | --------------- | --- | ----------- | ------------------------------ |
| 6   | Alapold                                    | 1001/06–1013    | wohl aus St. Emmeram in Regensburg nach Münsterschwarzach, erster regulärer Abt nach der Zeit der Kommendataräbte; † 1. Juni 1013 |             |                                |
| 7   | Heribert                                   | 1013–1015       | evtl. Verwandtschaft mit Heribert, Bischof von Eichstätt, Juni 1013 Abt in Münsterschwarzach; † 14. April 1015 |             |                                |
| 8   | Walther I.                                 | 1015–1026       | Benediktion im April 1015, Weihe der Klosterkirche Münsterschwarzachs; † 18./19. Januar 1026 |             |                                |
| 9   | Wolfher                                    | 1026–1047/48    | Benediktion im Januar 1026, Bau einer Benediktuskapelle 1034, Reliquiar für Kopf der heiligen Felizitas; † 9. September 1047/48 |             |                                |
| 10  | Hl. Egbert                                 | 1047–1076/77    | * um 1010 in Deutschland, Berufung nach Münsterschwarzach durch Bischof Adalbero von Würzburg 1046, Benediktion 1047, Verbreitung der Gorzer Reform in Deutschland, Abt von Neustadt am Main, Abt von Lambach; † 25. November 1076/77 |             |                                |
| 11  | Burkard I.                                 | 1077–1096/98    | Benediktion Ende November, Anfang Dezember 1077, Erweiterung der Klosterbibliothek; † 20. Januar 1096/98 |             |                                |
| 12  | Altmann                                    | 1096/98–1112/14 | Benediktion im Januar 1096/1098; † 27. September 1112/14 |             |                                |
| 13  | Rupert                                     | 1112/14–1125    | Benediktion Ende September, Anfang Oktober 1112/14, Erwerb der castellischen Güter in Gerlachshausen und Sommerach; † 17. Februar 1125 |             |                                |
| 14  | Poppo                                      | 1125/26         | Benediktion Februar 1125/1126, evtl. Identität mit Pabo, Abt von St. Emmeram; † 27. Juni des gleichen Jahres |             |                                |
| 15  | Wolfram                                    | 1125/26–1126/37 | Benediktion Ende Juni, Anfang Juli 1125/26; † 1. Oktober 1126/37 |             |                                |
| 16  | Dietrich I.                                | 1126/37–1142    | aus Kloster Hirsau nach Münsterschwarzach entsandt, Benediktion 1126/37, Umsetzung der Hirsauer Reform; † 5. Juli 1142 |             |                                |
| 17  | Gumpert                                    | 1142–1149       | Benediktion 1142; † 13. Juni 1149 |             |                                |
| 18  | Sigehard                                   | 1149–1166/67    | Benediktion Juni 1149, Bau eines Sarkophags für Megingaud, Egbert, Burkhard und Erlung; † 12. Februar 1166/67 |             |                                |
| 19  | Gozwin                                     | 1166/67–1180/81 | Benediktion Februar 1166/67; † 19/29. Juni 1180/81 |             |                                |
| 20  | Trageboto                                  | 1180/81–1182/83 | Benediktion Juni/Juli 1180/81; † 1. September 1182/1183 |             |                                |
| 21  | Gottfried                                  | 1182/83–1213    | * wohl um 1130, evtl. Mitglied der Familie von Seinsheim, Benediktion 1182/83 † 15. Dezember 1213 |             |                                |
| 22  | Dietrich II.                               | 1213–1221/24    | Benediktion 1213; † 23. März 1221/1224 |             |                                |
| 23  | Herold                                     | 1221–1233       | Benediktion 1221, Niederbrennen der Stadt Schwarzach durch bambergische, hennebergische und castellische Truppen am 22. November 1228 † 27./28. März 1233 |             |                                |
| 24  | Simon                                      | 1233–1248       | Benediktion 1233; † 3. April 1248 |             |                                |
| 25  | Hermann                                    | ?               | umstritten, lediglich im Klosternekrolog Ottobeuren als „Hermannus abbas Svarza“ überliefert |             |                                |
| 26  | Rudiger von Langheim                       | ?–1273          | erstmals im Jahr 1254 als Abt bezeugt, evtl. Resignation; † 24. Februar 1274 |             |                                |
| 27  | Arnold                                     | 1272–?          | Benediktion 1272, Tod vor der Amtseinführung; † 22. April eines unbekannten Jahres |             |                                |
| 28  | Sigiloch                                   | erwähnt 1285    | um 1260 als Prior der Abtei bezeugt; † evtl. im Jahr 1288 |             |                                |
| 29  | Sifrid                                     | 1288–1316       | Benediktion 1288, Tilgung der Klosterschulden während seiner Amtszeit; † 5. Februar 1316 |             |                                |
| 30  | Konrad I. Zobel                            | ?–1318          | Erwähnung am 22. November 1317, evtl. Streit zwischen zwei gleichnamigen Rivalen um die Abtswürde; † 27. Januar 1318 |             | Familienwappen nach Siebmacher |
| 31  | Konrad II.                                 | vor 1317–?      | Benediktion vor 1317, als Eindringling überliefert, Verschuldung des Klosters, Todesjahr nicht überliefert |             |                                |
| 32  | Johannes I.                                | 1318–?          | Benediktion Anfang Januar/Ende Februar 1318; † 12. September/10. Dezember eines unbekannten Jahres |             |                                |
| 33  | Heinrich                                   | 1334–1339       | Benediktion 1334; † 10. September 1339 |             |                                |
| 34  | Konrad III.                                | 1339–1342       | Benediktion September 1339; † 22. November 1342 |             |                                |
| 35  | Walther II.                                | 1342–1354       | Benediktion 1342, Etablierung der Marienkirche in Dimbach als Propstei; † 2. Februar 1354 |             |                                |
| 36  | Walther III.                               | 1354–1374       | Benediktion 1354; † 13. September 1374 |             |                                |
| 37  | Konrad IV. von Maienfels                   | 1374–1377       | schismatische Abtswahl, Abt von Murrhardt, Benediktion September 1374; † 7. Juni 1377 |             |                                |
| 38  | Albert Truchseß                            | 1374–?          | schismatische Abtswahl, wahrscheinliche Resignation, Todesjahr nicht überliefert |             |                                |
| 39  | Kraft von Buchheim genannt von Bieberehren | 1377–?          | auch: „Crafto de Buchenaw“, „Krafft de Krautheim“, Benediktion 1377; † 26. April eines unbekannten Jahres |             |                                |
| 40  | Hildebrand Zollner                         | 1401–1403       | Benediktion Februar 1401, Resignation 1403, Propst in Dimbach; † 7. Januar 1414 |             |                                |
| 41  | Kaspar von Schaumberg                      | 1409–1429       | Profess in St. Burkard, Benediktion 1409; † 20. Mai/15./16. September 1429 |             |                                |
| 42  | Konrad V. Geyer                            | 1429–1431       | bereits 1415 als Mönch in St. Burkard zu Würzburg, später dort Abt und Propst auf dem Marienberg. 1429 zum Abt der verwaisten Abtei Münsterschwarzach durch Johann II. von Brunn Bischof von Würzburg bestimmt. |             | Familienwappen nach Siebmacher |
| 43  | Nikolaus I. von Gleißenberg                | 1431–1444       | in Urkunde vom 2. Juli 1432 erwähnt; † 2. März 1444 |             |                                |
| 44  | Johannes II. Wolf von Karsbach             | 1444–1454/55    | nach der Reform des Klosters durch die Mönche von Andreasberg bei Fulda, Bau von Speise- und Schlafräumen, resigniert 1450, Übernahme der Propstei Dimbach; † 16. Oktober 1462 |             |                                |
| 45  | Ekkehard                                   | 1453–1465       | bereits 1450 genannt, Urkunde vom 19. Mai 1453, resigniert vor dem 19. März 1466 |             |                                |
| 46  | Martin                                     | 1465–1494       | Profess in St. Aegid, Nürnberg, Bau des Abteigebäudes, 1473 Aufnahme in das Generalkapitel zu Erfurt, Teilnahme an den Generalkapiteln 1480, 1481 und 1491, im Jahr 1467 Visitator der fränkischen Abteien, 1476 Präsident des Provinzialkapitels zu Bamberg, 1479 Präsident in Nürnberg; † 25. November 1494 |             |                                |
| 47  | Michael                                    | 1494–1503       | * Gerolzhofen, Profess in Münsterschwarzach, Infulation 1495, Teilnahme an den Generalkapiteln zu Erfurt 1494, 1497, 1500, 1502, Rücktritt 1503; † 10. Oktober 1504 |             |                                |
| 48  | Paulus                                     | 1503–1505       | * Dettelbach, Benediktion durch Lorenz von Bibra, Bischof von Würzburg; † 30. März 1505 |             |                                |
| 49  | Georg Wolfsbach                            | 1505–1535       | * Würzburg, Profess in St. Stephan, Würzburg, Zerstörung durch Bauernkrieg, Flucht nach Nürnberg, 1528 Wiederaufbau unter dem Schutz des Fürstbischofs Konrad II. von Thüngen, 1521 Mitpräsident auf dem Kapitel zu St. Martin in Köln, 1522 Visitator für Franken, Speyer und Straßburg; † 1. Mai 1535. |             |                                |
| 50  | Johannes III. Büttner                      | 1535–1540       | * Nordheim am Main, Sohn eines Küfers, Priesterweihe 31. März 1526, Benediktion durch Johannes Reuter, Weihbischof in Würzburg; † 27. Februar 1540 |             |                                |
| 51  | Nikolaus II. Scholl                        | 1540–1551       | * 1474 in Grafenrheinfeld, Sohn eines Schiffmanns, Profess in Münsterschwarzach, 1497 nach Köln, 1513 Cellerar in Münsterschwarzach, am 10. März 1540 zum Abt von Münsterschwarzach gewählt, 12. September 1540 Benediktion durch August Mayer, Weihbischof in Würzburg, 1546 Flucht nach St. Stephan, Würzburg vor dem Einfall der Sachsen und Hessen, die das Kloster plünderten; † 27. Oktober 1551 |             |                                |
| 52  | Leonhard Gnetzamer                         | 1551–1556       | * Iphofen, 1530/31 Profess in Münsterschwarzach, Priesterweihe 3. Juni 1542, 1544 Prior in Münsterschwarzach, 11. November 1551 Abtswahl, am 20. Juni 1556 wegen Misswirtschaft abgesetzt; † 11. Mai 1566 |             |                                |
| 53  | Wolfgang Zobel                             | 1556–1563       | * 1523 in Röttingen an der Tauber, 1535/36 Profess in Münsterschwarzach, Priesterweihe 17. Februar 1543, 1556 Prior, am 23. Juni 1556 unter Vorsitz des Würzburger Weihbischofs Georg Flach zum Abt von Münsterschwarzach gewählt, Errichtung einer Krankenstation (Infirmerie), Abtragung vieler Schulden; † 16. Mai 1563 |             |                                |
| 54  | Johannes IV. Burckhardt                    | 1563–1598       | * 1538 in Wettelsheim bei Treuchtlingen, 1548 Eintritt in Münsterschwarzach, Priesterweihe 30. März 1555, am 24. Mai 1563 zum Abt von Münsterschwarzach gewählt, am 1. Dezember 1573 Wahlkommissar bei Wahl von Julius Echter zum Bischof von Würzburg, er förderte die Studien und die Bibliothek, auch hatte er großen Anteil an der finanziellen Sanierung der Abtei, 1575 wurde er auch zum Abt von Kloster Banz gewählt; † 26. Januar 1598 in Banz, beigesetzt am 2. Februar 1598 in Münsterschwarzach |             |                                |
| 55  | Johannes V. Krug                           | 1598–1613       | * 1555/56 in Mellrichstadt, Sohn eines Leinewebers, 1573 Eintritt in Münsterschwarzach, Studium der Theologie außerhalb des Klosters, Priesterweihe 24. September 1580, Novizenmeister, 1588, Suprior, Cellerar, 1598 Prior, am 20. April 1598 zum Abt von Münsterschwarzach gewählt, Benediktion am 16. Februar 1599 durch den Weihbischof von Bamberg, Johann Ertlich, große Bautätigkeit, Ordnung der Seelsorge in den zur Abtei gehörenden Ortschaften; † 20. März 1613 |             |                                |
| 56  | Johannes VI. Martin                        | 1613–1627       | * 1573 Mellrichstadt, Sohn eines Häckers, 1590 Eintritt in Münsterschwarzach, 1595 Studium an der Universität Würzburg, Priesterweihe 1. März 1597, am 17. April 1613 zum Abt von Münsterschwarzach gewählt, Benediktion am 9. September 1613, kostspielige Bautätigkeiten, seit 1620 wirtschaftlicher Niedergang der Abtei, 1627 Einschreiten durch Fürstbischof Philipp Adolf von Ehrenberg von Würzburg und Einsetzung von Johannes Cassianus Speiser als Prior; † 5. Juni 1628 |             |                                |
| 57  | Johannes Kassian Speiser                   | 1628–1640       | * 5. Februar 1583 in Ochsenfurt, Profess in St. Ulrich Augsburg, Priesterweihe am 31. März 1607 in Dillingen an der Donau, am 16. November 1627 durch Fürstbischof Philipp Adolf von Ehrenberg, von Würzburg zum Prior in Münsterschwarzach, Abtswahl am 18. August 1628 und Weihe durch den Würzburger Weihbischof Jodokus Wagenhauber am 10. September 1628 in Münsterschwarzach, 1631 Flucht vor den Schweden, 1636 Rückkehr, Flucht nach Würzburg, 1637 Heimkehr, erneute Flucht nach Bamberg bis 1639; † 17. Juli 1640 in Münsterschwarzach |             |                                |
| 58  | Nikolaus III. Molitor                      | 1640            | * 1600 in Geldersheim, 1623 Profess in Münsterschwarzach, Priesterweihe 14. April 1629, 1640 Seelsorger in Sommerach, Abtswahl am 11. Oktober 1640, Benediktion am 3. Dezember 1640; † 10. Dezember 1640 |             |                                |
| 59  | Silvanus Speht                             | 1641–1646       | * 1611 in Nüdlingen bei Bad Kissingen, 1611 Profess in Münsterschwarzach, 1631 Flucht vor den Schweden, am 10. Dezember 1640 Ernennung zum Administrator der Abtei, am 7. Februar 1641 Abtswahl in St. Stephan in Würzburg, am 9. Februar 1641 durch Fürstbischof Franz von Hatzfeld bestätigt und am 15. September 1641 durch den hierzu bevollmächtigten Andreas Streublein (Abt von St. Stephan) geweiht, wirtschaftlicher Tiefgang der Abtei, Übernahme von Pfarrstellen zur Bestreitung des Unterhaltes; † 15. März 1646 |             |                                |
| 60  | Remigius Winckel                           | 1646–1654       | * 1604 in Remich an der Mosel, (Luxemburg), Studium in Luxemburg Pont-à-Mousson und Köln, Eintritt in die Abtei Münster, Luxemburg (Stadt), 1636/37 Titularabt von Kloster Sponheim und Kloster Disibodenberg, (Pfalz), 1643/44 Titularabt von Kloster Hornbach, am 20. Oktober 1643 Pfarrer von Gr. Steinheim bei Seligenstadt, 1646 auf Empfehlung des Kurmainzischen Amtmanns in Steinheim Philipp Erwein von Schönborn Administrator in Münsterschwarzach, Abtswahl 7. August 1646, wirtschaftliche Sicherstellung der Abtei, Grundlegung einer vertieften monastisch-wissenschaftlichen Geistigkeit; † 9. August 1654 in Gr. Steinheim und dort auch beigesetzt |             |                                |
| 61  | Benedikt II. Weidenbusch                   | 1654–1672       | * 1632 in Königshofen im Grabfeld, (Taufname: Johann Christoph 13. Mai 1632), 1649 Profess in Münsterschwarzach, 1656 zum Priester geweiht, (Primiz: 15. Mai 1656), Fortführung und Ausbau des Werkes seines Vorgängers, 1665 Erkrankung; † 15. August 1672 in Nordheim am Main |             |                                |
| 62  | Plazidus I. Büchs                          | 1672–1691       | * 21. November 1627 in Münnerstadt, (Taufname: Martin), am 1. Januar 1647 Profess in Münsterschwarzach, 1654 bis 1672 Seelsorger in Stadelschwarzach, Wiesentheid und Sommerach, von 1658 bis 1663 Cellerar in Münsterschwarzach, Abtswahl am 15. September 1672, Benediktion am 30. April 1673; † 1. Januar 1691 |             |                                |
| 63  | Augustin Voit                              | 1691–1704       | * Gerolzhofen, (Taufname Georg Adam), Profess in Münsterschwarzach am 3. Mai 1665, Priesterweihe am 22. September 1668, Seelsorger in Sommerach 1674 bis 1686, Prior 1686 bis 1691, zum Abt von Münsterschwarzach gewählt am 25. Januar 1691, Benediktion am Fest Maria Schnee 5. August 1691 durch den Suffragan Stephan Weinberger, Würzburg, große Bautätigkeit in der Abtei; † 27. August 1704 |             |                                |
| 64  | Bernhard Reyder                            | 1704–1717       | * 1652 in Wechterswinkel bei Mellrichstadt, Studium der Philosophie, Magister, 1671 Studium des kanonischen und weltlichen Rechts in Salzburg, Priesterweihe am 19. September 1676, Wahl zum Abt von Münsterschwarzach am 4. September 1704, Benediktion durch den Fürstbischof von Würzburg Johann Philipp von Greiffenclau zu Vollraths am 1. November 1704; † 16. März 1717 |             |                                |
| 65  | Januarius Schwab                           | 1717–1742       | * 4. Oktober 1668 in Gerolzhofen, (Taufname; Georg Jakob), Profess in Münsterschwarzach am 9. September 1691, zum Priester geweiht am 18. Dezember 1694, Studium der Theologie und Kirchenrecht in Würzburg, 1698 Novizenmeister, Prior 1709 bis 1714, Abtswahl am 1. April 1717, Benediktion 11. Juli 1717, Ausbau des Klosters, Bau der neuen Abteikirche (Architekt Balthasar Neumann), Goldene Profess 1741; † 31. Mai 1742 |             |                                |
| 66  | Christophorus Balbus                       | 1742–1761       | * 27. Mai 1702 in Volkach, (Taufname: Johann Albert), Sohn des Johann Peter Balbus, Würzburger Amtskeller in Volkach, 1719 Philosophiestudium in Würzburg, 1722 Profess in Münsterschwarzach, Priesterweihe am 29. März 1727, Abtswahl am 19. Juni 1742, Benediktion am 15. Juli 1742 durch Fürstbischof Friedrich Karl von Schönborn-Buchheim in Würzburg, Weihe des neuen Münsters am 8. September 1743, 1760 Schlagfluss, resigniert 11. August 1761; † 22. Juli 1766 |             |                                |
| 67  | Sebastian Cönen                            | 1761–1766       | * 1697 in Würzburg, (Taufname: Johann Andreas), 1712 Studium der Philosophie in Würzburg, 1716/17 Eintritt in Münsterschwarzach, Priesterweihe am 20. Dezember 1731, Prior in Münsterschwarzach 1728 bis 1739, Seelsorger in Nordheim am Main 1743 bis 1761, Abtswahl am 15. September 1761, Benediktion am 25. November 1761 durch Fürstbischof Adam Friedrich von Seinsheim; † 17. Oktober 1766 |             |                                |
| 68  | Dominicus Otto                             | 1766–1773       | * 21. Juni 1716 in Bamberg (Taufname: Johann Anton Alois), 1730/31 Studium in Bamberg, Priesterweihe am 17. Dezember 1740, Abtswahl am 24. November 1766, Benediktion am 25. Januar 1767 durch den Fürstbischof von Würzburg; † 10. Juli 1773 |             |                                |
| 69  | Ludwig Beck                                | 1773–1794       | * 20. Mai 1728, (Taufname: Johann Heinrich), Profess in Münsterschwarzach am 10. Oktober 1747, Studium der Theologie und Rechtswissenschaft, Priesterweihe am 20. Mai 1752, 1759 nach Fulda, Professor für Kirchenrecht in Fulda, am 21. Juli 1670 Ernennung zum Geistlichen Rat, Abtswahl am 28. Juli 1773, Benediktion am 31. Oktober 1773. 1788 wurde ihm die wirtschaftliche Leitung der Abtei entzogen; † 4. Februar 1794 |             |                                |
| 70  | Judas Thaddäus Sigerst                     | 1794–1803       | * 10. Juli 1735 in Poppenlauer bei Bad Kissingen, Sohn des Würzburger Amtskeller in Poppenlauer Ulrich Siegerst, Profess in Münsterschwarzach am 11. Oktober 1753, kirchenrechtliche Studien in Würzburg, Priesterweihe am 21. November 1759, Cellerar seit 1766, Abtswahl am 25. Februar 1794, Benediktion am 22. Juni 1794 durch den Würzburger Weihbischof Andreas Fahrmann, Aufhebung der Abtei am 7. Mai 1803, wohnte bis 1804 in Stadelschwarzach; † 6. Mai 1806 in Würzburg, beigesetzt auf dem Domfriedhof in Würzburg. |             |                                |

## Die Äbte der Missionsbenediktinerabtei Münsterschwarzach
Mit dem Reichsdeputationshauptschluss und der Säkularisation wurde das Kloster Münsterschwarzach im Jahr 1803 aufgelöst. Mehr als siebzig Äbtissinnen und Äbte hatten in den mehr als tausend Jahren ihres Bestehens die Abtei geleitet. Erst mit dem Jahr 1913 wurde das Klostergelände wieder besiedelt, als sich die Missionsbenediktiner von St. Ottilien der noch erhaltenen Klostergebäude annahmen und die Abtei wieder errichteten.
| Nr. | Abt                | Amtszeit  | Anmerkungen | Darstellung | Wappen |
| --- | ------------------ | --------- | --- | ----------- | ------ |
| 1   | Plazidus II. Vogel | 1914–1937 | * 24. April 1871 in Rehau, 1887 Eintritt in den Benediktinerorden, 15. August 1891 Profess in der Erzabtei Sankt Ottilien, Priesterweihe am 25. Juni 1895, 15. März 1914 Ernennung zum ersten Abt der neuerstandenen Abtei durch den Abt von Sankt Ottilien, Abtsbenediktion am 16. April 1914 durch Ferdinand von Schlör, Bischof von Würzburg, am 25. Februar 1937 Amtsverzicht; † 18. Mai 1943 in Lülsfeld |             |        |
| 2   | Burkhard II. Utz   | 1937–1959 | * 5. November 1892 in Sommerach, 1912 Eintritt in den Benediktinerorden, 1921 zum Priester geweiht, Abtswahl am 11. März 1937, Abtsbenediktion am 11. April 1937 durch Matthias Ehrenfried, Bischof von Würzburg, am 31. Mai 1959 Amtsverzicht; † 23. Juni 1960 in Würzburg |             |        |
| 3   | Bonifaz Vogel      | 1959–1982 | * 1. Mai 1912 in Rehau im Donau-Ries, Neffe des 1. Abtes der Neugründung, 1932 Eintritt in den Benediktinerorden, am 13. März 1938 zum Priester geweiht, Abtswahl am 12. Juni 1959, Abtsbenediktion am 11. Juli 1959 durch Josef Stangl, Bischof von Würzburg, am 1. Oktober 1982 Amtsverzicht; † 1. August 2004                                                                                              |             |        |
| 4   | Fidelis Ruppert    | 1982–2006 | * 3. April 1938 in Plankstadt bei Heidelberg, 1959 Eintritt in die Benediktinerabtei Münsterschwarzach, Philosophisch-theologische Studien in St. Ottilien, 1964 Priesterweihe, Abtsbenediktion am 23. November 1982 durch Bischof Paul-Werner Scheele, Amtsverzicht am 14. April 2006 |             |        |
| 5   | Michael II. Reepen | seit 2006 | * 24. Juni 1959 in Freiburg im Breisgau, 1982 Eintritt in die Abtei Münsterschwarzach, 1987 zum Priester geweiht, am 20. Mai 2006 zum Abt von Münsterschwarzach gewählt, die Abtsbenediktion spendete ihm am 26. Juni 2006 Friedhelm Hofmann Bischof von Würzburg. |             |        |